# Accord de la Saint-Sylvestre
L'accord de la Saint-Sylvestre est un accord politique en république démocratique du Congo, signé le 31 décembre 2016 et destiné à régler la crise politique de 2016.

## Contexte

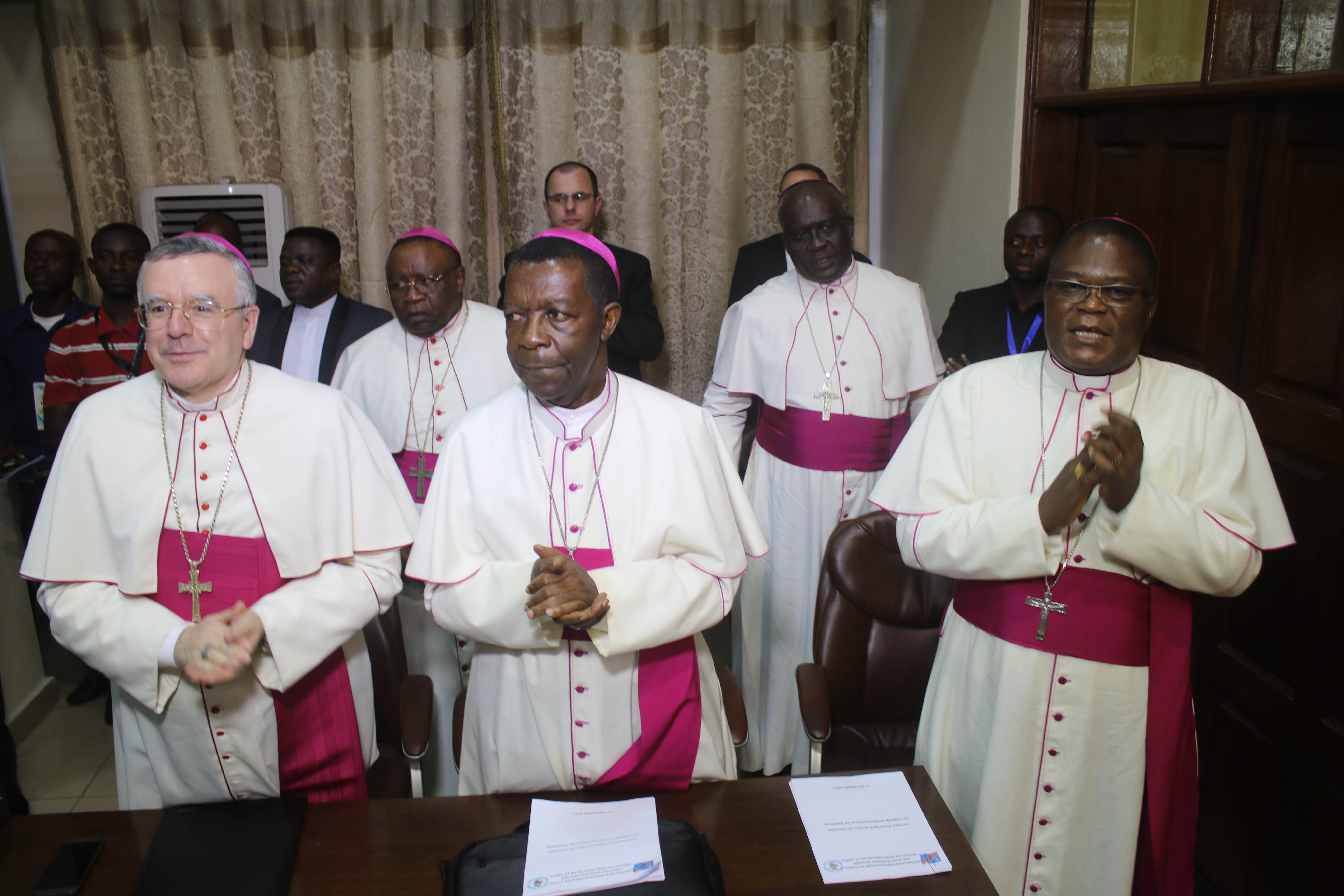
Les évêques de la république démocratique du Congo, ainsi que le nonce apostolique Luis Mariano Montemayor, lors de la signature de l'accord le 31 12 2016-.

L'accord est signé grâce aux actions de la conférence épiscopale nationale du Congo.

## Contenu

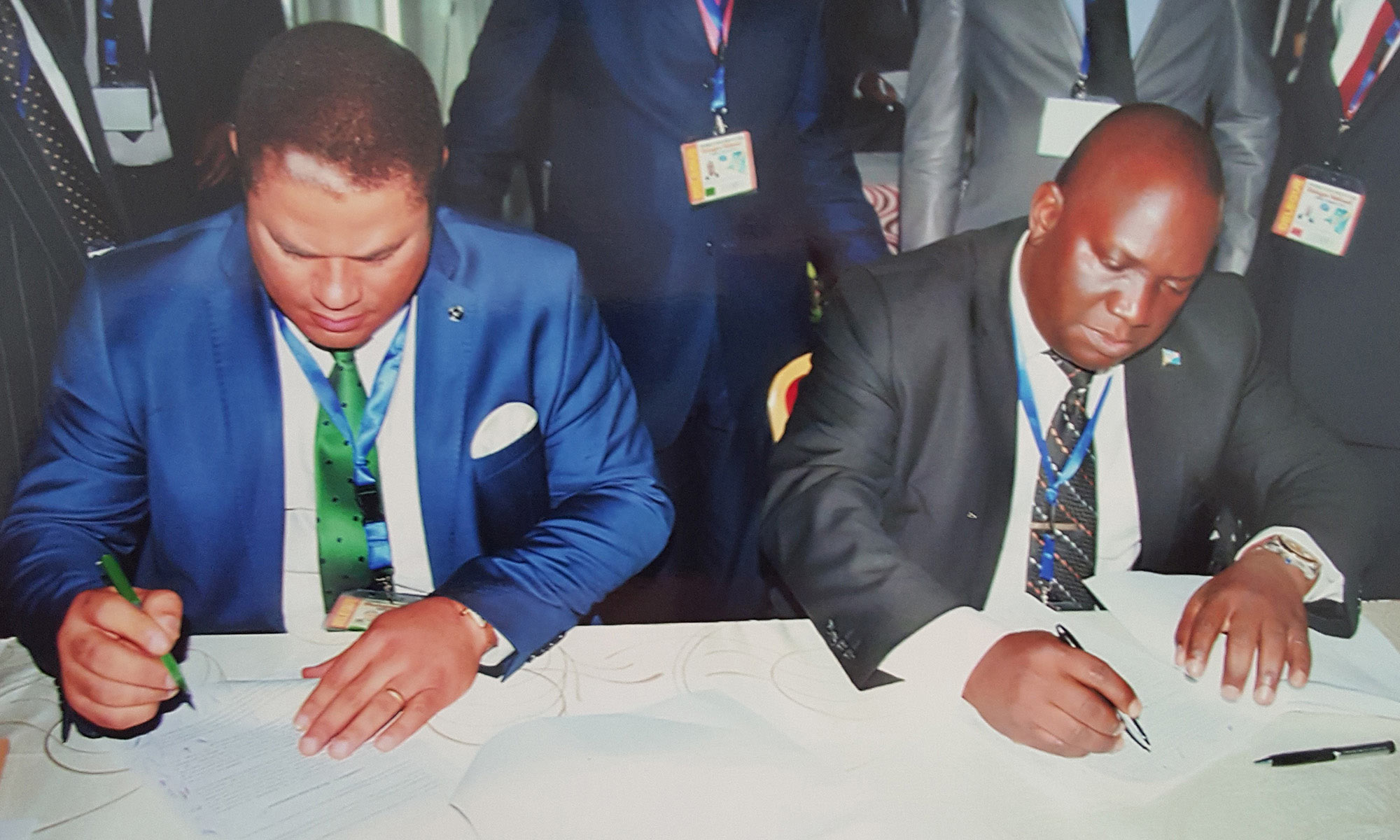
Signature de l'accord par Didace Pembe.

Il prévoit le maintien au pouvoir du président Joseph Kabila malgré la fin de son mandat le 17 décembre 2016 en échange de l'organisation d'élections en 2017 et de la nomination d'un premier ministre issu du Rassemblement, principale organisation de l'opposition.

## Suivi de l'accord
Le dimanche 31 décembre 2017, à la suite de la non-organisation d'élections pendant l'année, le Comité de coordination des laïcs catholiques (CLC) invite les fidèles à sortir dans la rue pour protester contre le régime de Kabila. La répression des différentes manifestations qui s'étendent en janvier 2018 à Kinshasa et Kisangani causent au moins 6 morts et 65 blessés.
L'accord reste invoqué comme feuille de route principale en 2018, par la France, l'ONU ou l'Organisation de l'Unité Africaine. L'élection présidentielle a lieu en décembre 2018 sans Joseph Kabila et voit l'élection contestée de Félix Tshisekedi.